# 糙毛报春
糙毛报春（学名：Primula blinii），为报春花科报春花属下的一个植物种。